# 盧巴瓦

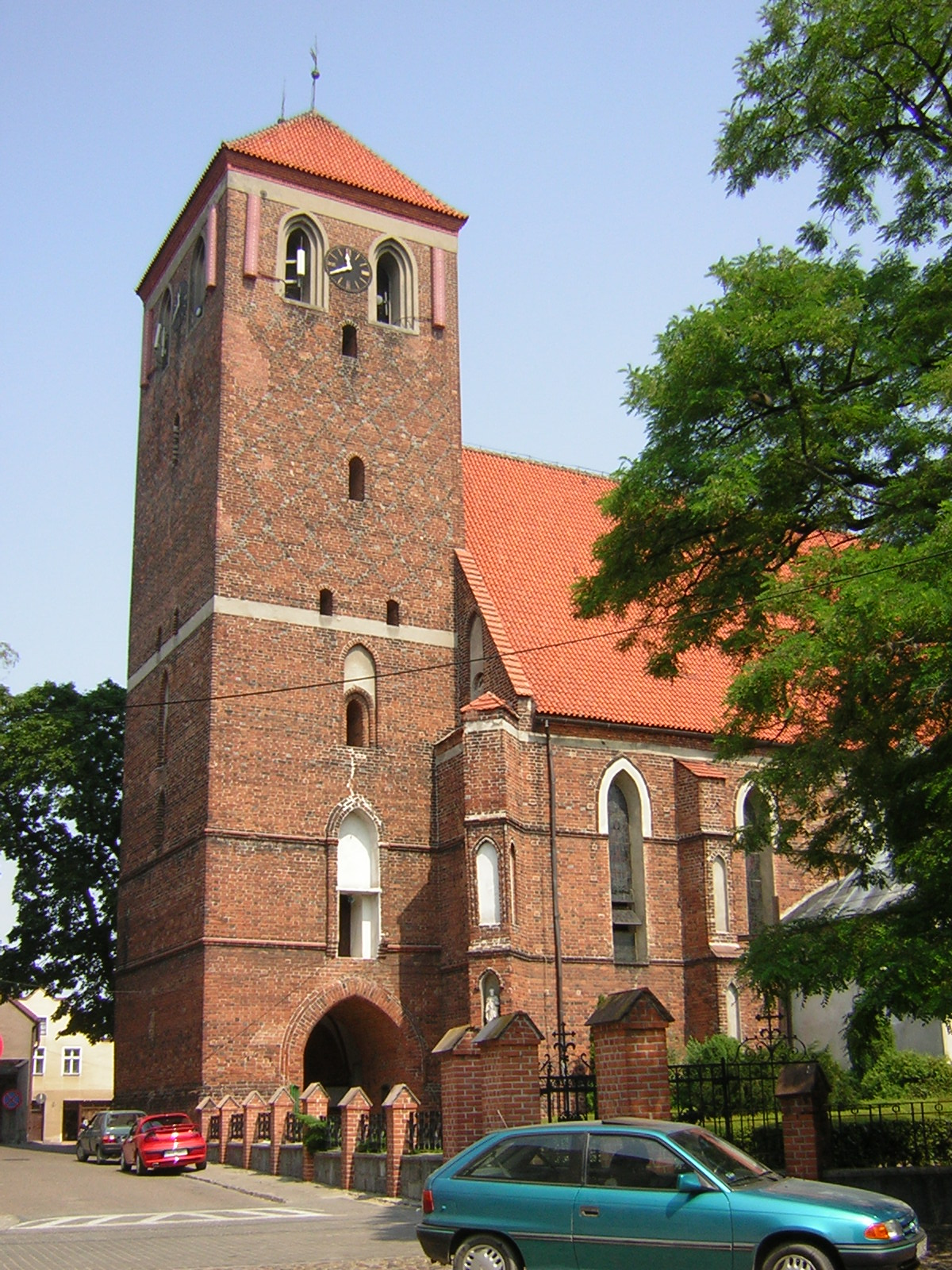

盧巴瓦(波蘭語：Lubawa，波蘭語發音：[luˈbava]，西普鲁士地区勒包)是波蘭的城鎮，位於該國北部，由瓦爾米亞-馬祖里省負責管轄，始建於1216年，面積16.84平方公里，海拔高度145米，2006年人口9,328。在第一次瓜分波蘭中，該鎮在1722年被納入普魯士王國管治範圍。

## 外部連結
- Town of Löbau in Prussia on Map of mid 17th century. Land of Löbau (Latin: Lobovia) partially taken up by Masovia
- Municipal website （页面存档备份，存于） （波兰語）
- Lubawa commune （页面存档备份，存于） （波兰語）
- Lubawa portal （页面存档备份，存于） （波兰語）
- Catholic Decanate in Lubawa （波兰語）
- Lubawa area on a detailed map of Poland （波兰語）

53°30′N 19°45′E / 53.500°N 19.750°E